# Ахлебиновская роща
Ахлеби́новская роща, также известная как Южный парк, расположена на территории Советского района города Тамбова. На западе и северо-западе граница рощи проходит по реке Жигалке, на юге зелёные насаждения доходят до нефтебазы, с восточной стороны находится школа № 30 и садовое товарищество. Небольшой участок в северной части граничит с Юго-Восточной железной дорогой. Общая площадь природного объекта составляет 13 га.

## Описание
Ахлебиновская роща является старейшим парком города Тамбова. Здесь произрастают более 2500 деревьев: сосны, лиственницы, липы и каштаны. Отдельного упоминания заслуживают дубы, возраст некоторых превышает 300 лет.
Нередко Южный парк называют АхлЯбиновской рощей (через букву «я»), приписывая основателю парка фамилию Ахлябинов. Это является исторически недостоверным. Настоящая фамилия создателя паркового комплекса — Ахлебинин.

## История
Роща создана помещиками Ахлебиниными, в процессе обустройства усадебной территории был выкопан пруд, получивший название Копонь. В дальнейшем хозяева разорились, роща заросла, а пруд обмелел.
В начале XIX века Ахлебиновская городские власти решили открыть здесь городской парк отдыха — были проведены работы по расчистке и обустройству территории. Роща стала излюбленным местом отдыха горожан. Но в 60-х годах XIX века часть парка была уничтожена при строительстве Тамбово-Саратовской железной дороги. Во времена советской власти на территории Ахлебиновской рощи располагались лагерь боевой подготовки и машинно-тракторные мастерские. В 1958 году здесь снова был образован городской парк, который получил название «Южный». С 1979 года объект является памятником природы регионального значения и охраняется государством.

## Современное состояние
В 2018 году учёные из ТГУ имени Г. Р. Державина разработали план реновации Южного парка. В 2019 году под экопроект был получен президентский грант в размере 922 130 рублей, а также привлечено дополнительное софинансирование в сумме 858 000 рублей.
25 апреля 2019 года реализован первый этап программы благоустройства парка. В этот день прошёл массовый субботник с привлечением волонтёров, в ходе которого высажены более 400 молодых деревьев и кустарников. Ахлебиновская роща пополнилась саженцами таких культур, как липа, дуб красный, ель, клён гиннала, можжевельник, арония, сирень, рябина, калина, а также рядом других растений.